# His Love Songs in English
 (mars 2025).
Albums de Charles Aznavour
The Time is Now
(1962) His Kind of Love Songs
(1966)
His Love Songs in English est le 3e album studio de Charles Aznavour en anglais. Il sort en 1965.
Cet album a aussi été édité en 1965 sous l'étiquette Reprise en Stéréo.

## Liste des chansons
| 1. | Venice blue (Que c'est triste Venise)       | Françoise Dorin / Charles Aznavour, Adapt. Gene Lees   | 02:38 |
| 2. | I will warm your heart (Je te réchaufferai) | Charles Aznavour, Adapt. Gene Lees                     | 02:43 |
| 3. | Let's love (Si tu m'emportes)               | Charles Aznavour, Adapt. Brandt                        | 02:54 |
| 4. | Don't say a word (Après l'amour)            | Charles Aznavour, Adapt. Johnny Worth                  | 02:43 |
| 5. | Yet... I know (Et pourtant)                 | Charles Aznavour / Georges Garvarentz, Adapt. Don Raye | 02:05 |
| 6. | Just you (Avec)                             | Charles Aznavour / Franck Pourcel, Adapt. Falcone      | 02:24 |

| 7.  | For mama (La mamma)                         | Robert Gall / Charles Aznavour, Adapt. Black                              | 03:33 |
| 8.  | Stay (Reste)                                | Charles Aznavour, Adapt. Ruth Bachelor                                    | 02:15 |
| 9.  | Little train (Rendez-vous à Brasilia)       | Georges Garvarentz - Nicolas Péridès / Charles Aznavour, Adapt. Gene Lees | 03:00 |
| 10. | Just because (Parce que)                    | Charles Aznavour / Gabriel Wagenheim, Adapt. Falcone                      | 02:45 |
| 11. | Without you I'm lost (Ay ! Mourir pour toi) | Charles Aznavour, Adapt. Cowen                                            | 02:45 |
| 12. | There is a time (Le temps)                  | Charles Aznavour / Jeffrey Davis, Adapt. Gene Lees                        | 02:49 |